# Herbert Haas (Politiker, 1928)
Herbert Haas (* 5. Februar 1928 in Niederschrems; † 15. August 2006 in Gmünd) war ein österreichischer Politiker (SPÖ) und Volksschullehrer. Haas war von 1966 bis 1983 Abgeordneter zum Österreichischen Nationalrat.

## Leben
Haas besuchte nach der Pflichtschule die Lehrerbildungsanstalt in Znaim und legte 1949 an der Bundeslehrerbildungsanstalt in Wien die Matura ab. Er war beruflich zunächst als Hilfsarbeiter tätig und trat 1950 in den Schuldienst des Landes Niederösterreich. Er wurde zum Volksschuloberlehrer und Oberschulrat ernannt.
Im politischen Bereich engagierte sich Haas ab 1949 bei den Österreichischen Kinderfreunden in Schrems und wurde 1951 zum Obmann der SPÖ Niederschrems gewählt. Er war als Funktionär des Sozialistischen Lehrervereines Österreichs tätig und übernahm 1958 die Funktion des Bezirksobmanns der SPÖ Gmünd. Zudem wirkte er als Mitglied der Landesparteivertretung der SPÖ Niederösterreich, war ab 1960 Gemeinderat der Stadt Schrems sowie von 1962 bis 1974 Mitglied des gewerblichen Berufsschulrates für Niederösterreich. Zudem hatte Haas die Funktion eines Mitglieds des Präsidiums und des Vorstandes der SPÖ Niederösterreich inne und war von 1970 bis 1975 Bürgermeister von Schrems.
Haas vertrat die SPÖ vom 30. März 1966 bis zum 18. Mai 1983 im Nationalrat.

## Auszeichnungen
- 1974: Großes Silbernes Ehrenzeichen für Verdienste um die Republik Österreich[1]
- 1982: Großes Goldenes Ehrenzeichen für Verdienste um die Republik Österreich[2]